# Hockey Club Varese 2008-2009
Questa pagina raccoglie i dati riguardanti l'Hockey Club Varese nelle competizioni ufficiali della stagione 2008/09.

## Dirigenza
- Presidente: Maurizio Fiori
- vice Presidente: Enrico Banchi

## Consiglieri
- Resp. Segreteria e EDP: Vittorio BROGGI
- Resp. Amministrativo: Gianluigi ANDREONI
- Resp. Relazioni Esterne: Claudio BORGHI
- Resp. Marketing e Sponsor: Roberto MANFÉ
- Armando MEGIORANZA
- Errico MAZZACANE

### Staff tecnico
- Direttore Sportivo:  Claudio PUCCI
- Allenatore:  Matteo Malfatti
- Giancarlo MERZARIO
- Karel DVORAK
- Zdenek KUDRNA
- Aiuto Allenatori:  Mauro PAPALILLO
- Davide MACCHI
- Lele VILLA
- Andrea LONGHI
- Preparatore dei portieri:  Claudio PUCCI
- Lele VILLA

### Ufficio Stampa
- Prima squadra:  Fiorenza Zanchin
- Settore Giovanile:  Claudio Borghi

### Area medica
- Medico addetto prima squadra:

### Settore giovanile
- Presidente: Luigi SENIGAGLIESI

## Piazzamenti nelle varie competizioni
- Serie A2: 9º

## La rosa 2008/09
| N° | Giocatore           | Ruolo      | Anagrafe               |
| 74 | Ilario Marchetti    | portiere   | 01-10-1987 Padova      |
| 30 | Gioele Chiesa       | Portiere   | 27-11-1988 Cantù (Co)  |
| 90 | Oscar Lubian        | Portiere   | 1989                   |
| 12 | Waldemar Pelikovsky | Difensore  | 06/01/1979 Český Těšín |
| 12 | Tomas Fojtik        | Difensore  | 12/07/1984 Kopřivnice  |
| 7  | Andrea Fogliopara   | Difensore  | 21/02/1988             |
| 7  | Francesco Borghi    | Difensore  | 12/06/1991             |
| 90 | Pascal Blanc        | Difensore  | 1988 Aosta             |
| 90 | R. Valli            | Difensore  |                        |
| 29 | Marco Raymo         | Difensore  | 25/04/1986             |
|    | Fabio Rigoni        | Difensore  | Asiago                 |
|    | Michal Pinc         | Centro     | 2/12/1981 Most         |
| 27 | Salvatore Sorrenti  | Attaccante | 16/01/1978 Cittiglio   |
| 61 | Simone Costa        | Attaccante | 25/12/1982 Como        |
| ?? | Riccardo Privitera  | Attaccante |                        |
|    | Marco Andreoni      | Attaccante |                        |
|    | Fabio Senigagliesi  | Attaccante |                        |
|    | Edoardo Caletti     | Attaccante |                        |
|    | Edoardo Selmin      | Attaccante |                        |
|    | Filippo Milo        | Attaccante |                        |
|    | Simone Donati       | Attaccante | 1984                   |
|    | Marco Pozzi         | Attaccante | 1988                   |
|    | Roberto Bortot      | Attaccante | 1975 Cavalese          |
|    | Michael Mazzacane   | Attaccante | 07/04/1988 Varese      |
| 12 | Zdeněk Kudrna       | Attaccante | 29/10/1974             |
|    | Davide Mantovani    | Attaccante | 09/11/1987 Bolzano     |
|    | Giancarlo Merzario  | Attaccante | 25/03/1969 Soresina    |
|    | Amadeus Schifferle  | Attaccante | 17/08/1985 Vipiteno    |

| Guida tecnica   |
| Matteo Malfatti |

## Le gare della stagione

### Campionato Serie A2
| Andata (1) |                                   |     |               |
|            |                                   |     |               |
| 3-10       | HC Varese – Real Torino HC        | 2-4 | 0-1; 0-1; 2-2 |
| 5-10       | Milano Rossoblu – HC Varese       | 4-3 | 2-0; 1-1; 1-2 |
| 10-10      | HC Varese – WSW Sterzing/Vipiteno | 1-9 | 0-2; 1-3; 0-4 |
| 12-10      | HC Eppan/Appiano – HC Varese      | 3-5 | 0-1; 2-3; 1-1 |
| 17-10      | HC Gherdeina – HC Varese          | 8-0 | 2-0; 4-0; 2-0 |
| 19-10      | HC Varese – HC Neumarkt/Egna      | 2-4 | 1-0; 1-2; 0-2 |
| 24-10      | SV Kaltern/Caldaro – HC Varese    | 4-2 | 2-0; 1-2; 1-0 |
| 31-10      | HC Valpellice – HC Varese         | 8-0 | 1-0; 2-0; 5-0 |

| Ritorno (1) |                                   |         |                    |
|             |                                   |         |                    |
| 2-11        | Real Torino HC – HC Varese        | 2-0     | 1-0; 0-0; 1-0      |
| 9-11        | HC Varese – Milano Rossoblu       | 1-0     | 0-0; 0-0; 1-0      |
| 14-11       | WSW Sterzing/Vipiteno - HC Varese | 11-4    | 3-2; 4-0; 4-2      |
| 16-11       | HC Varese - HC Eppan/Appiano      | 3-5     | 1-0; 1-3; 1-2      |
| 21-11       | HC Varese - HC Gherdeina          | 6-5 dts | 0-2; 3-0; 2-3; 1-0 |
| 23-11       | HC Neumarkt/Egna - HC Varese      | 5-3     | 3-1; 2-2; 0-0      |
| 28-11       | HC Varese - SV Kaltern/Caldaro    | 2-3 dts | 1-0; 0-0; 1-2; 0-1 |
| 5-12        | HC Varese - HC Valpellice         | 6-8     | 1-1; 3-5; 2-2      |

| Andata (2) |                                   |         |                    |
|            |                                   |         |                    |
| 7-12       | HC Varese - Real Torino HC        | 5-3     | 2-1; 1-1; 2-1      |
| 23-12      | Milano Rossoblu - HC Varese       | 3-5     | 1-1; 2-2; 0-2      |
| 26-12      | HC Varese - WSW Sterzing/Vipiteno | 3-4 dts | 1-1; 1-2; 1-0; 0-1 |
| 28-12      | HC Eppan/Appiano - HC Varese      | 6-2     | 2-0; 3-2; 1-0      |
| 30-12      | HC Gherdeina - HC Varese          | 5-3     | 0-1; 1-0; 4-2      |
| 2-1        | HC Varese - HC Neumarkt/Egna      | 5-7     | 2-3; 2-2; 1-2      |
| 4-1        | SV Kaltern/Caldaro - HC Varese    | 8-2     |                    |
| 9-1        | HC Valpellice - HC Varese         | 7-3     | 2-0; 2-3; 3-0      |

| Ritorno (2) |                                   |      |                             |
|             |                                   |      |                             |
| 18-1        | HC Varese – Milano Rossoblu       | 3-2  | 2-1; 0-1; 0-0; 0-0; 1-0 dtr |
| 21-1        | WSW Sterzing/Vipiteno - HC Varese | 9-3  | 3-0; 5-1; 1-2               |
| 23-1        | HC Varese - HC Eppan/Appiano      | 2-3  | 0-1; 0-1; 2-1               |
| 26-1        | Real Torino HC - HC Varese        | 1-6  | 1-2; 0-4; 0-0               |
| 30-1        | HC Varese - HC Gherdeina          | 4-6  | 1-2; 2-3; 1-1               |
| 1-2         | HC Neumarkt/Egna - HC Varese      | 10-1 | 3-0; 3-1;4-0                |
| 8-2         | HC Varese - SV Kaltern/Caldaro    | 2-3  | 1-1; 0-2; 1-0               |
| 13-2        | HC Varese - HC Valpellice         | 4-5  | 1-2; 1-2; 2-1               |

### Classifica
| Pos. | Squadra          | Pt | G  | V  | N | P  | Reti    |
| ---- | ---------------- | -- | -- | -- | - | -- | ------- |
| 1.   | Valpellice       | 74 | 32 | 26 | 0 | 6  | 139:94  |
| 2.   | Vipiteno Broncos | 67 | 32 | 22 | 0 | 10 | 153:93  |
| 3.   | Kaltern-Caldaro  | 63 | 32 | 22 | 0 | 10 | 131:103 |
| 4.   | Gherdëina        | 55 | 32 | 18 | 0 | 14 | 153:116 |
| 5.   | Neumarkt-Egna    | 51 | 32 | 17 | 0 | 15 | 124:110 |
| 6.   | Eppan-Appiano    | 48 | 32 | 16 | 0 | 16 | 107:113 |
| 7.   | Milano Rossoblu  | 27 | 32 | 7  | 0 | 25 | 87:139  |
| 8.   | Real Torino      | 26 | 32 | 9  | 0 | 23 | 91:145  |
| 9.   | HOCKEY VARESE    | 21 | 32 | 7  | 0 | 25 | 93:165  |

| Qualificata ai Play-off | Non qualificata ai Play-off |
|                         |                             |

### Coppa Italia
| Girone qualificazione |                             |     |                         |
|                       |                             |     |                         |
| 23-09                 | HC Real Torino – HC Varese  | 6-5 | 2-1; 1-0; 2-4; 0-0; 1-0 |
| 30-09                 | HC Varese – Milano Rossoblu | 4-2 | 1-0; 2-2; 1-0           |

| Ottavi di finale |                         |     |               |
|                  |                         |     |               |
| 14-10            | Varese Hockey – Bolzano | 1-4 | 0-2; 1-2; 0-0 |